# 真如太鼓
真如太鼓（しんにょだいこ）は、真言宗系の在家仏教教団・真如苑による和太鼓の団体である。

## 概要
真如苑の立教当初より護摩法要の読経に合わせて演奏されており、いわゆる護摩太鼓が原点だとされる。野外で執行される護摩法要のための演奏をきっかけに組織的な活動が活発化していった。その際に、御諏訪太鼓の宗家である小口大八に師事している。
御諏訪太鼓の曲のほか、現代的な表現を取り入れた30曲近いオリジナル曲のレパートリーを持っている。古楽器や仏教声明などとの共演も行っている。
2005年に愛・地球博「ユーラシアの響き」、2008年には読売新聞大阪本社主催「響交」にも参加している。

### メンバー
真如苑の信徒によって、日本国内ならびに海外で組織されている。元メンバーに和太鼓奏者の西野恵がいる。